# Terminalia oblonga
Terminalia oblonga är en tvåhjärtbladig växtart som först beskrevs av Hipólito Ruiz López och Pav., och fick sitt nu gällande namn av Ernst Gottlieb von Steudel. Terminalia oblonga ingår i släktet Terminalia och familjen Combretaceae. Inga underarter finns listade i Catalogue of Life.